# Ousmane Diabaté
Ousmane Diabaté (Niamey, 9 luglio 1994) è un calciatore nigerino, centrocampista dell'Al Sadaqa e della nazionale nigerina.

## Carriera

### Club
Ha giocato nella prima divisione dei campionati maliano, ivoriano, egiziano, saudita e libico.

### Nazionale
Ha esordito in nazionale nel 2018.

## Statistiche

### Cronologia presenze e reti in nazionale
Aggiornato al 28 maggio 2023

| Cronologia completa delle presenze e delle reti in nazionale ― Niger | Cronologia completa delle presenze e delle reti in nazionale ― Niger | Cronologia completa delle presenze e delle reti in nazionale ― Niger | Cronologia completa delle presenze e delle reti in nazionale ― Niger | Cronologia completa delle presenze e delle reti in nazionale ― Niger | Cronologia completa delle presenze e delle reti in nazionale ― Niger | Cronologia completa delle presenze e delle reti in nazionale ― Niger | Cronologia completa delle presenze e delle reti in nazionale ― Niger |
| Data                                                                 | Città                                                                | In casa                                                              | Risultato                                                            | Ospiti                                                               | Competizione                                                         | Reti                                                                 | Note                                                                 |
| -------------------------------------------------------------------- | -------------------------------------------------------------------- | -------------------------------------------------------------------- | -------------------------------------------------------------------- | -------------------------------------------------------------------- | -------------------------------------------------------------------- | -------------------------------------------------------------------- | -------------------------------------------------------------------- |
| 27-5-2018                                                            | Niamey                                                               | Niger                                                                | 3 – 3                                                                | Rep. Centrafricana                                                   | Amichevole                                                           | -                                                                    |                                                                      |
| 2-6-2018                                                             | Niamey                                                               | Niger                                                                | 2 – 1                                                                | Uganda                                                               | Amichevole                                                           | -                                                                    |                                                                      |
| 8-9-2018                                                             | Alessandria d'Egitto                                                 | Egitto                                                               | 6 – 0                                                                | Niger                                                                | Qual. Coppa d'Africa 2019                                            | -                                                                    |                                                                      |
| 13-10-2018                                                           | Tunisi                                                               | Tunisia                                                              | 1 – 0                                                                | Niger                                                                | Qual. Coppa d'Africa 2019                                            | -                                                                    | 76’                                                                  |
| 16-10-2018                                                           | Niamey                                                               | Niger                                                                | 1 – 2                                                                | Tunisia                                                              | Qual. Coppa d'Africa 2019                                            | -                                                                    |                                                                      |
| 10-9-2019                                                            | Marrakech                                                            | Marocco                                                              | 1 – 0                                                                | Niger                                                                | Amichevole                                                           | -                                                                    |                                                                      |
| 10-10-2019                                                           | Niamey                                                               | Niger                                                                | 1 – 1                                                                | Zambia                                                               | Amichevole                                                           | -                                                                    |                                                                      |
| 13-10-2019                                                           | Niamey                                                               | Niger                                                                | 0 – 2                                                                | Rep. Centrafricana                                                   | Amichevole                                                           | -                                                                    |                                                                      |
| 16-11-2019                                                           | Abidjan                                                              | Costa d'Avorio                                                       | 1 – 0                                                                | Niger                                                                | Qual. Coppa d'Africa 2021                                            | -                                                                    |                                                                      |
| 19-11-2019                                                           | Niamey                                                               | Niger                                                                | 2 – 6                                                                | Madagascar                                                           | Qual. Coppa d'Africa 2021                                            | -                                                                    |                                                                      |
| 10-10-2020                                                           | Niamey                                                               | Niger                                                                | 2 – 0                                                                | Ciad                                                                 | Amichevole                                                           | -                                                                    |                                                                      |
| 13-10-2020                                                           | Niamey                                                               | Niger                                                                | 1 – 0                                                                | Sierra Leone                                                         | Amichevole                                                           | -                                                                    |                                                                      |
| 13-11-2020                                                           | Niamey                                                               | Niger                                                                | 1 – 0                                                                | Etiopia                                                              | Qual. Coppa d'Africa 2021                                            | -                                                                    |                                                                      |
| 17-11-2020                                                           | Addis Abeba                                                          | Etiopia                                                              | 3 – 0                                                                | Niger                                                                | Qual. Coppa d'Africa 2021                                            | -                                                                    | 45’                                                                  |
| 26-3-2021                                                            | Niamey                                                               | Niger                                                                | 0 – 3                                                                | Costa d'Avorio                                                       | Qual. Coppa d'Africa 2021                                            | -                                                                    |                                                                      |
| 30-3-2021                                                            | Antananarivo                                                         | Madagascar                                                           | 0 – 0                                                                | Niger                                                                | Qual. Coppa d'Africa 2021                                            | -                                                                    |                                                                      |
| 5-6-2021                                                             | Manavgat                                                             | Gambia                                                               | 2 – 0                                                                | Niger                                                                | Amichevole                                                           | -                                                                    |                                                                      |
| 11-6-2021                                                            | Manavgat                                                             | Guinea                                                               | 2 – 1                                                                | Niger                                                                | Amichevole                                                           | -                                                                    |                                                                      |
| 2-9-2021                                                             | Marrakech                                                            | Niger                                                                | 0 – 2                                                                | Burkina Faso                                                         | Qual. Mondiali 2022                                                  | -                                                                    | 90’                                                                  |
| 6-9-2021                                                             | Marrakech                                                            | Gibuti                                                               | 2 – 4                                                                | Niger                                                                | Qual. Mondiali 2022                                                  | -                                                                    |                                                                      |
| 8-10-2021                                                            | Blida                                                                | Algeria                                                              | 6 – 1                                                                | Niger                                                                | Qual. Mondiali 2022                                                  | -                                                                    |                                                                      |
| 12-10-2021                                                           | Niamey                                                               | Niger                                                                | 0 – 4                                                                | Algeria                                                              | Qual. Mondiali 2022                                                  | -                                                                    |                                                                      |
| 12-11-2021                                                           | Ouagadougou                                                          | Burkina Faso                                                         | 1 – 1                                                                | Niger                                                                | Qual. Mondiali 2022                                                  | -                                                                    |                                                                      |
| 15-11-2021                                                           | Niamey                                                               | Niger                                                                | 7 – 2                                                                | Gibuti                                                               | Qual. Mondiali 2022                                                  | -                                                                    |                                                                      |
| 23-3-2022                                                            | Nouakchott                                                           | Niger                                                                | 1 – 1                                                                | Mozambico                                                            | Amichevole                                                           | -                                                                    |                                                                      |
| 26-3-2022                                                            | Nouakchott                                                           | Niger                                                                | 1 – 2                                                                | Libia                                                                | Amichevole                                                           | -                                                                    |                                                                      |
| 4-6-2022                                                             | Cotonou                                                              | Niger                                                                | 1 – 1                                                                | Tanzania                                                             | Qual. Coppa d'Africa 2023                                            | -                                                                    |                                                                      |
| 8-6-2022                                                             | Entebbe                                                              | Uganda                                                               | 1 – 1                                                                | Niger                                                                | Qual. Coppa d'Africa 2023                                            | -                                                                    |                                                                      |
| 23-9-2022                                                            | Alessandria d'Egitto                                                 | Egitto                                                               | 3 – 0                                                                | Niger                                                                | Amichevole                                                           | -                                                                    |                                                                      |
| 25-9-2022                                                            | Alessandria d'Egitto                                                 | Niger                                                                | 0 – 0                                                                | Liberia                                                              | Amichevole                                                           | -                                                                    |                                                                      |
| 23-3-2023                                                            | Algeri                                                               | Algeria                                                              | 2 – 1                                                                | Niger                                                                | Qual. Coppa d'Africa 2023                                            | -                                                                    | Cap.                                                                 |
| 27-3-2023                                                            | Tunisi                                                               | Niger                                                                | 0 – 1                                                                | Algeria                                                              | Qual. Coppa d'Africa 2023                                            | -                                                                    | Cap.                                                                 |
| 18-6-2023                                                            | Dar es Salaam                                                        | Tanzania                                                             | 1 – 0                                                                | Niger                                                                | Qual. Coppa d'Africa 2023                                            | -                                                                    |                                                                      |
| 7-9-2023                                                             | Marrakech                                                            | Niger                                                                | 0 – 2                                                                | Uganda                                                               | Qual. Coppa d'Africa 2023                                            | -                                                                    |                                                                      |
| 9-9-2024                                                             | Berkane                                                              | Niger                                                                | 1 – 1                                                                | Ghana                                                                | Qual. Coppa d'Africa 2025                                            | -                                                                    | 64’                                                                  |
| Totale                                                               |                                                                      | Presenze                                                             | 35                                                                   |                                                                      | Reti                                                                 | 0                                                                    |                                                                      |

## Palmarès

### Club

#### Competizioni nazionali
- Campionato maliano: 4

Stade Malien: 2012-2013, 2013-2014, 2014-2015, 2016
- Coppa del Mali: 2

Stade Malien: 2013, 2015